# سینی (لردگان)
سینی محله ای از شهر آلونی‌ از توابع شهرستان خانمیرزا در استان چهارمحال و بختیاری ایران است.
گورستان سینی در نبش خیابان اصلی این محله قرار دارد. این محله قبلاً روستا بوده و یکی از کهن ترین مناطقی که محل زندگی انسان ها بوده است می باشد. این محله دارای حداقل سه چشمه ی اصلی در قلب محله است و آب این چشمه ها گوارا ، زلال و بسیار خنک می باشد . یکی از چشمه های این سه چشمه به اسم چشمه ی غلام حسن هرگز حتی در فصل تابستان خشک نمی شده است ولی در سال های خشکسالی اخیر چند بار در فصل تابستان خشک شده است.
در حال حاضر این چشمه دارای آب است و تابستان گذشته نیز دارای آب بوده است. 
این محله محل مناسبی برای گردشگران می باشد و مکان مناسبی ، هم برای پژوهش های تاریخی و هم پژوهش های زمین شناختی است.

## جمعیت
این محله در شهر آلونی‌ در شهرستان خانمیرزا قرار دارد و براساس سرشماری مرکز آمار ایران در سال ۱۳۸۵، جمعیت آن ۱٬۳۱۴ نفر (۲۷۶خانوار) بوده‌است. طبق سرشماری سال ۱۳۹۰ جمعیت این محله یک هزار و ۵۱۶ نفر بوده است . مساحت سینی ۲۸/۵ هكتار می باشد که با ۱۱۵ هکتار مساحت شهر آلونی، امروزه مساحت شهر آلونی به ۱۴۳/۵ هکتار رسیده است.